# Rudolph Moshammer
Rudolph Moshammer (27 de septiembre de 1940 - 14 de enero de 2005) fue un diseñador de moda alemán. Se ganó su reputación por la ropa extravagante que diseñaba y vestía, y era muy conocido en el circuito de celebridades de Alemania. Moshammer fue asesinado en 2005 en el suburbio Grünwald de Múnich, Alemania . 

## Carrera
Nacido en Munich, Moshammer tuvo una educación en el comercio de la industria minorista. Comenzó a diseñar moda en la década de 1960.
Su base de existencia era su boutique "Carnaval de Venise" en la calle de la alta sociedad de Múnich, Maximilianstraße . Allí creó moda para hombres adinerados a partir de pieles, cachemira y seda. Con esta estrategia atrajo a la alta sociedad de Munich y Alemania. Sus clientes internacionales incluyeron a Arnold Schwarzenegger, Johannes, el undécimo príncipe de Thurn y Taxis, el actor Richard Chamberlain, el rey Carl XVI Gustaf de Suecia, José Carreras, Siegfried and Roy, y la personalidad de los medios alemanes Thomas Gottschalk.
Había heredado la boutique de su madre, Else Moshammer. Tenía una fuerte relación con ella y aparecía con frecuencia en público con ella. Murió en 1993.
Moshammer era una personalidad excéntrica y pintoresca. Era bien conocido por llevar en público a su perra Yorkshire Terrier , Daisy, donde quiera que fuera, e incluso escribió un libro sobre ella.
Moshammer tenía un fuerte compromiso de ayudar a las personas sin hogar. Por ello fue galardonado con el "Martin's Coat 2000" de la emisora de radio "Sankt Michaelsbund".
Moshammer actuó en algunas películas de televisión como en la serie policiaca alemana Tatort.
Colaboró con la banda musical "Münchner Zwietracht" ("Munich Discord"),  con la que participó en la ronda preliminar del Festival de la Canción de Eurovisión de Alemania en 2001. La canción se tituló "Teilt Freud und Leid" (" Comparte la alegría y el dolor"). 
En 2002, Moshammer vendió una camiseta que se cree que usó Napoleón I en la batalla de Waterloo en una subasta por más de 62 000 € (81 200 dólares estadounidenses), y donó las ganancias a una organización benéfica para personas sin hogar de Múnich.

## Legado
Moshammer fue uno de los diseñadores de moda más exitosos de Alemania después de Karl Lagerfeld, Jil Sander y Wolfgang Joop. Además, comprometió su riqueza para ayudar a las personas sin hogar. Recientemente había comenzado a construir una casa para personas sin hogar en Múnich.